# Sundbybergs centrum (tunnelbanestation)
Sundbybergs centrum är en tunnelbanestation inom Stockholms tunnelbana, belägen i Centrala Sundbyberg i anslutning till Sundbybergs station. 
Stationen trafikeras av Blå linjen och invigdes den 19 augusti 1985 i samband med att sträckan Västra skogen–Rinkeby togs i bruk. Avståndet från blå linjens ändstation Kungsträdgården i Stockholm är 8,3 kilometer. Den är belägen i bergrum 26 meter under marken under Järnvägsgatan och Prästgårdsgatan. 
Entré via gångtunnel mellan Järnvägsgatan och Landsvägen eller från Stationsgatan 6C. Den konstnärliga utsmyckningen utgörs av skulpturer med husfasader och människans sinnen av Lars Kleen, Michael Söderlundh och Peter Tillberg, 1985. Stationen är en av fyra stationer i Stockholms spårtrafik som erbjuder bytesmöjlighet mellan tunnelbana och pendeltåg utöver T-Centralen, Odenplan och Farsta strand.
Sundbyberg centrums tunnelbanestation och Fridhemsplan är de 6:e djupast belägna tunnelbanestationerna på tunnelbanenätet med sina 11,5 meter under havet.

## Interiörbilder

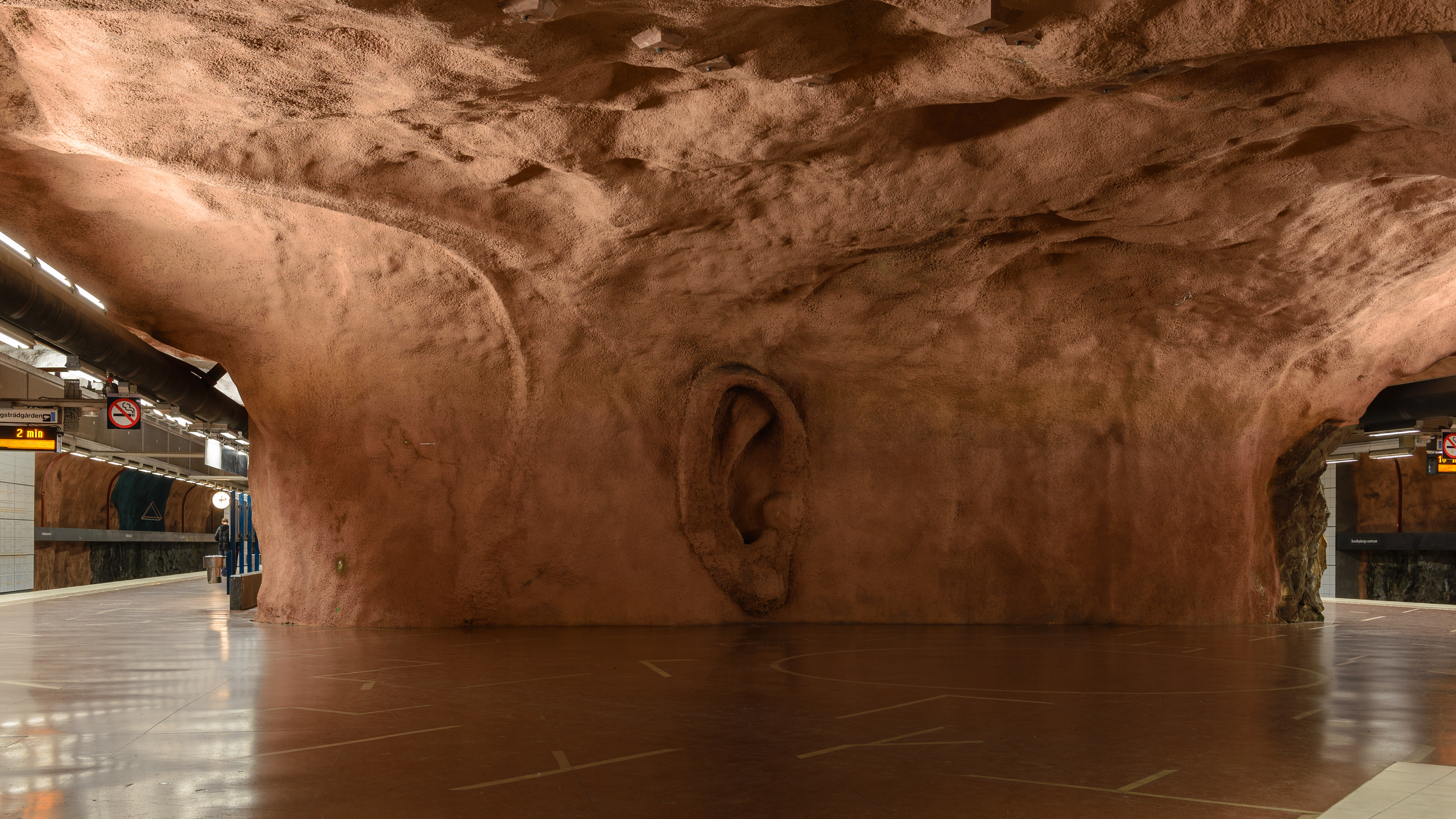
Perrongerna.
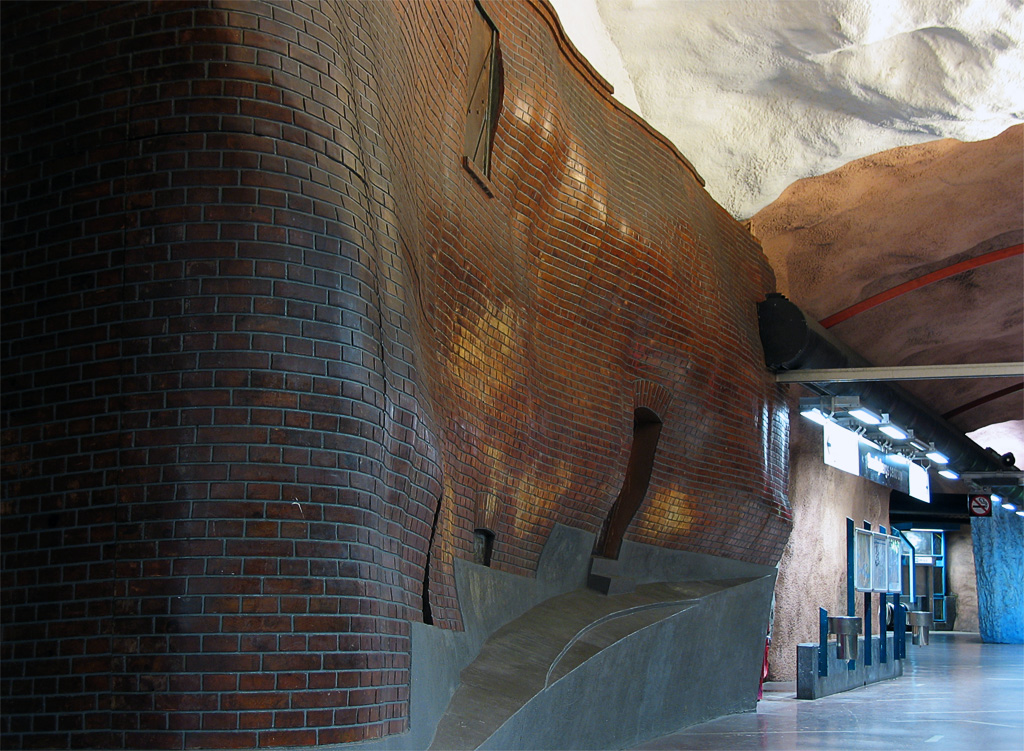
Exteriör från en gammal knäckebrödsfabrik i Sundbyberg.
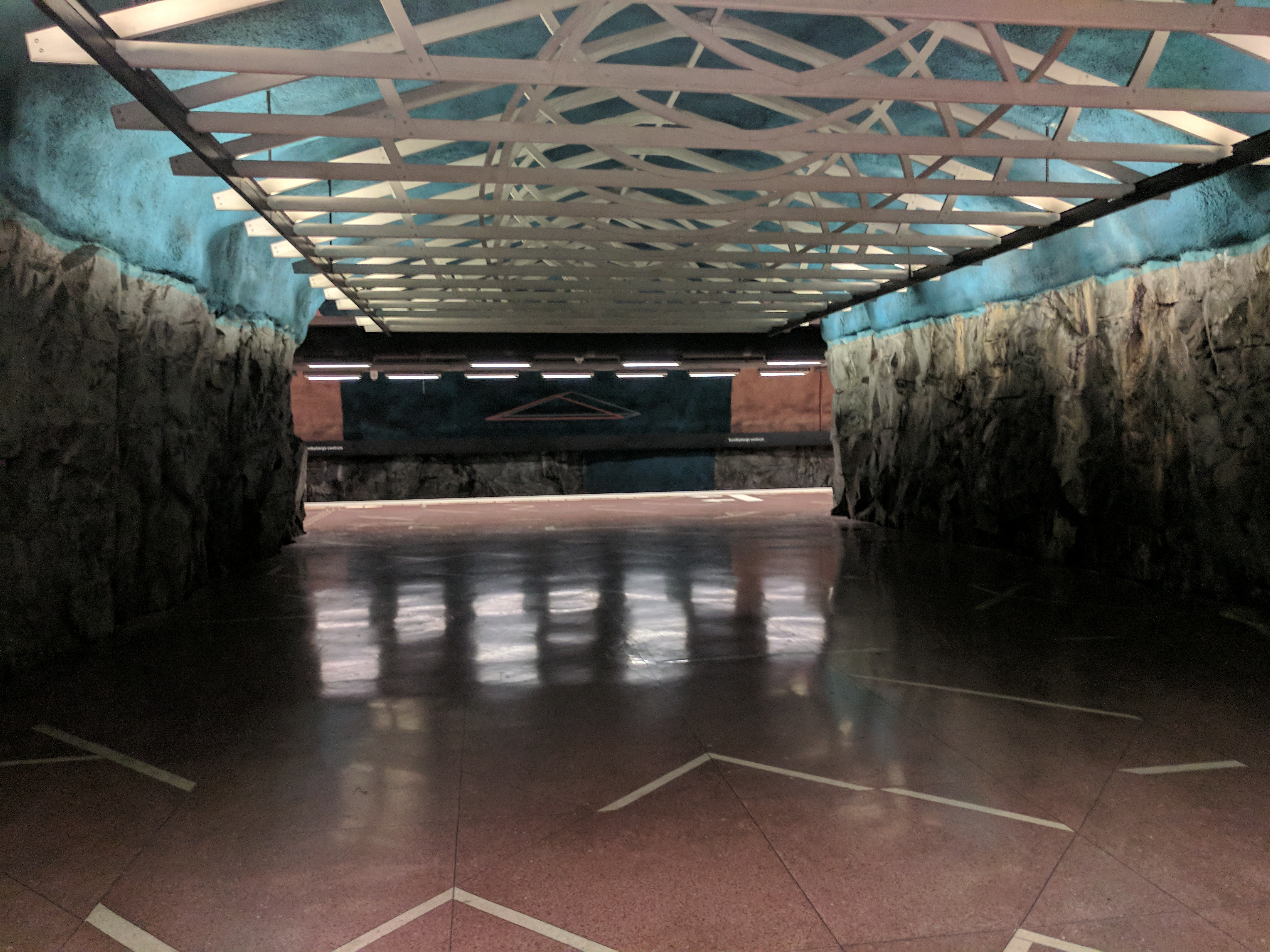
Förbindelsegång mellan perrongerna - L. Kleen
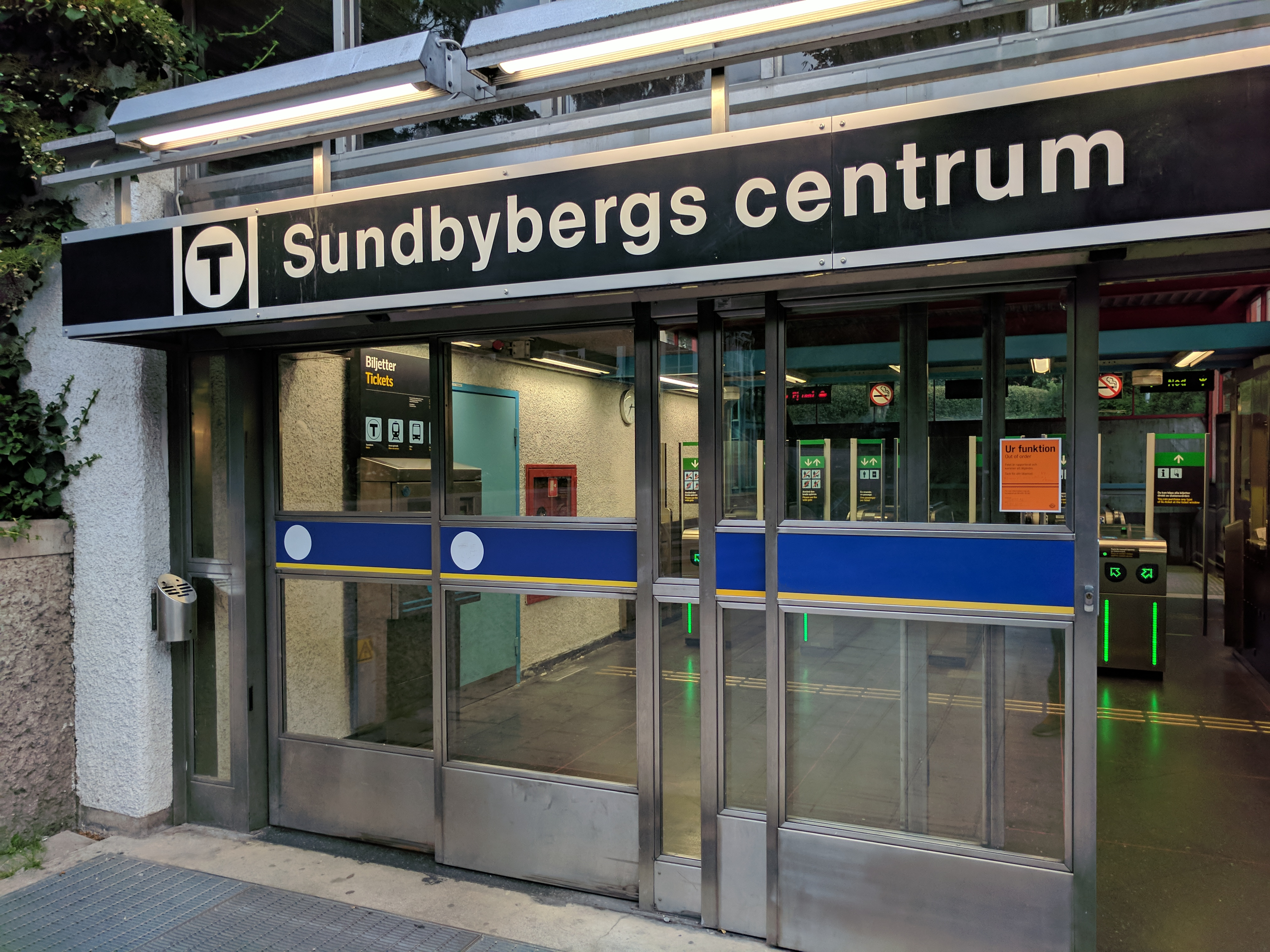
Ingång
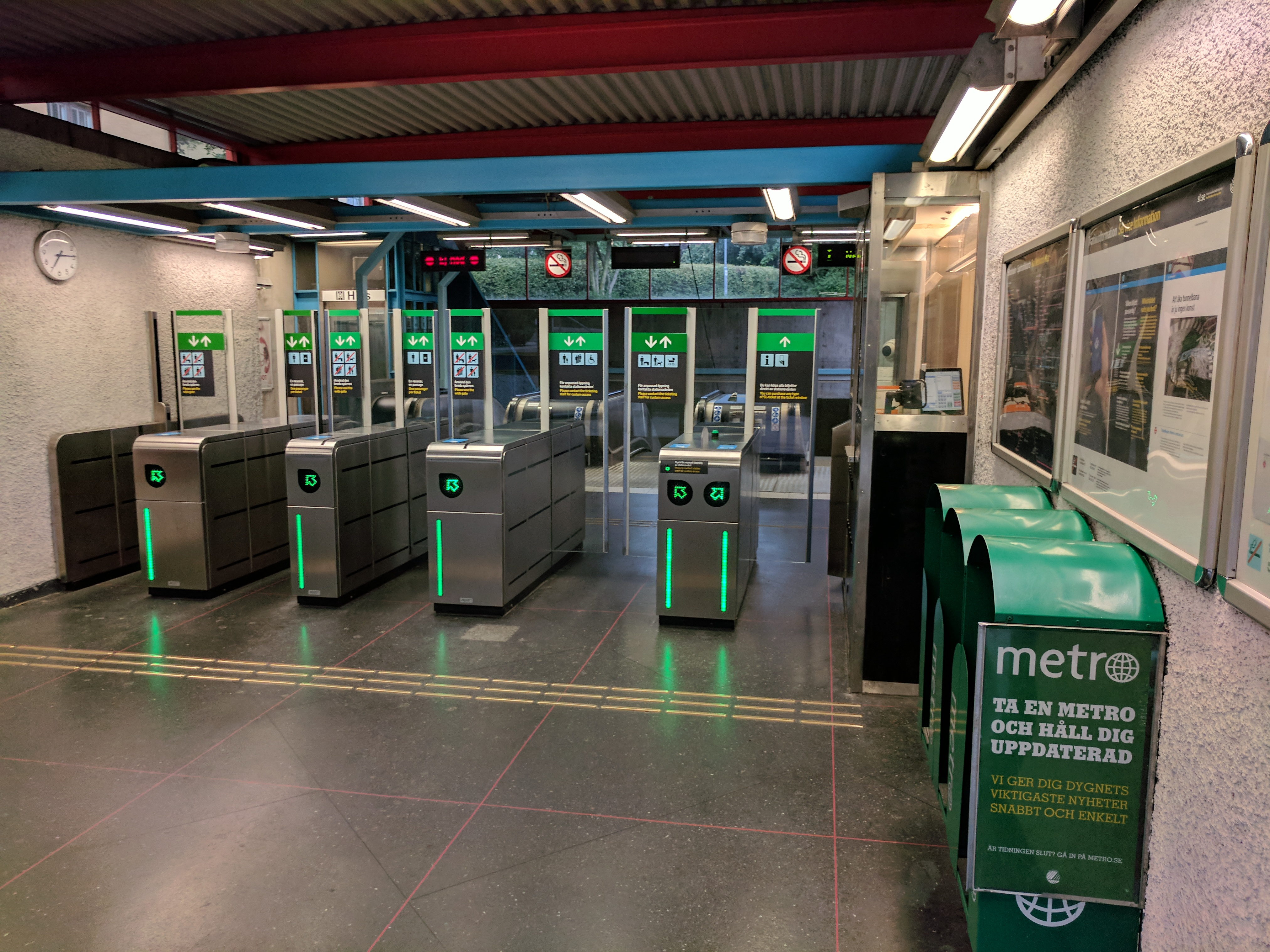
Biljetthallen
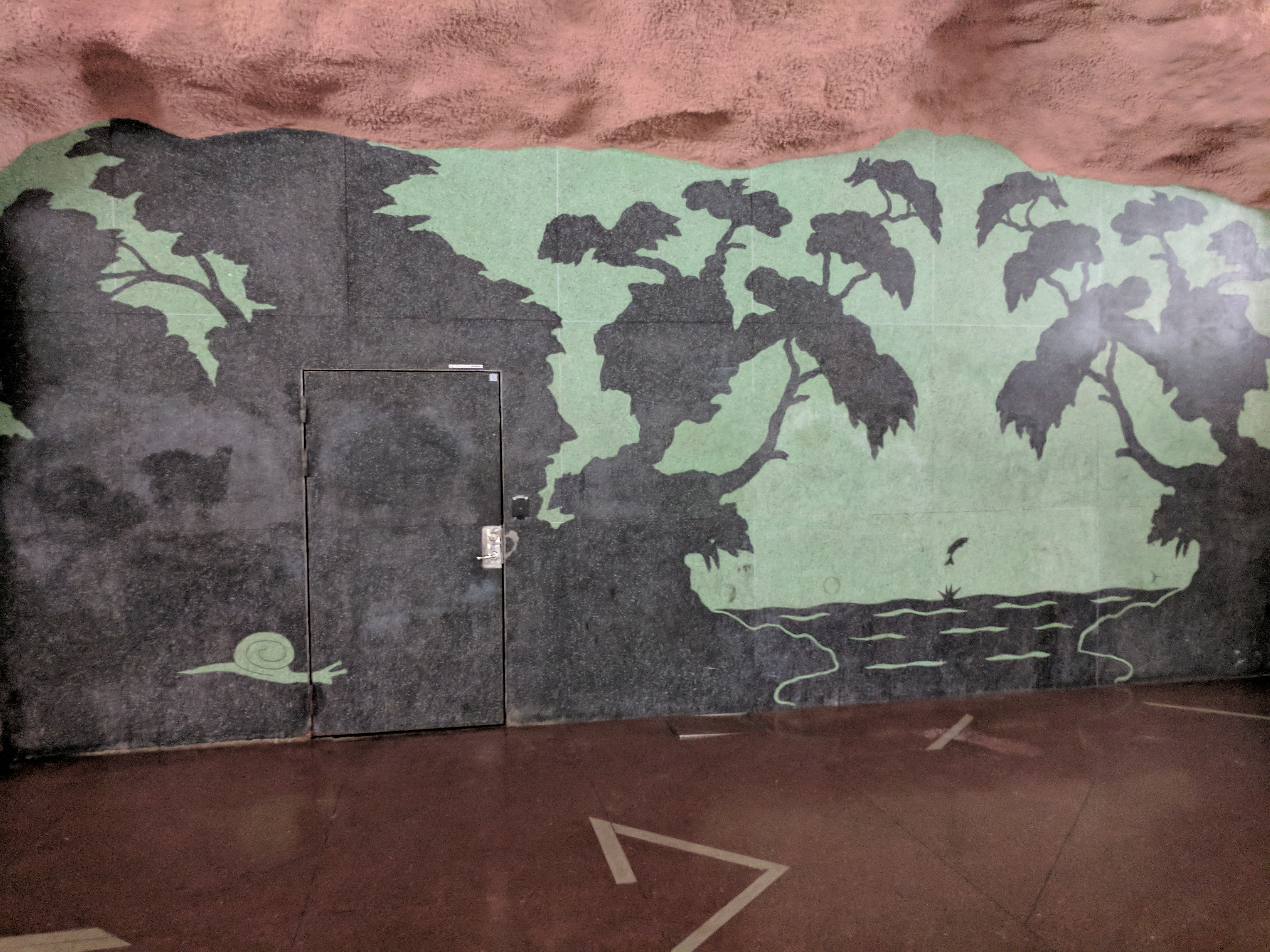
Konstnärlig utsmyckning
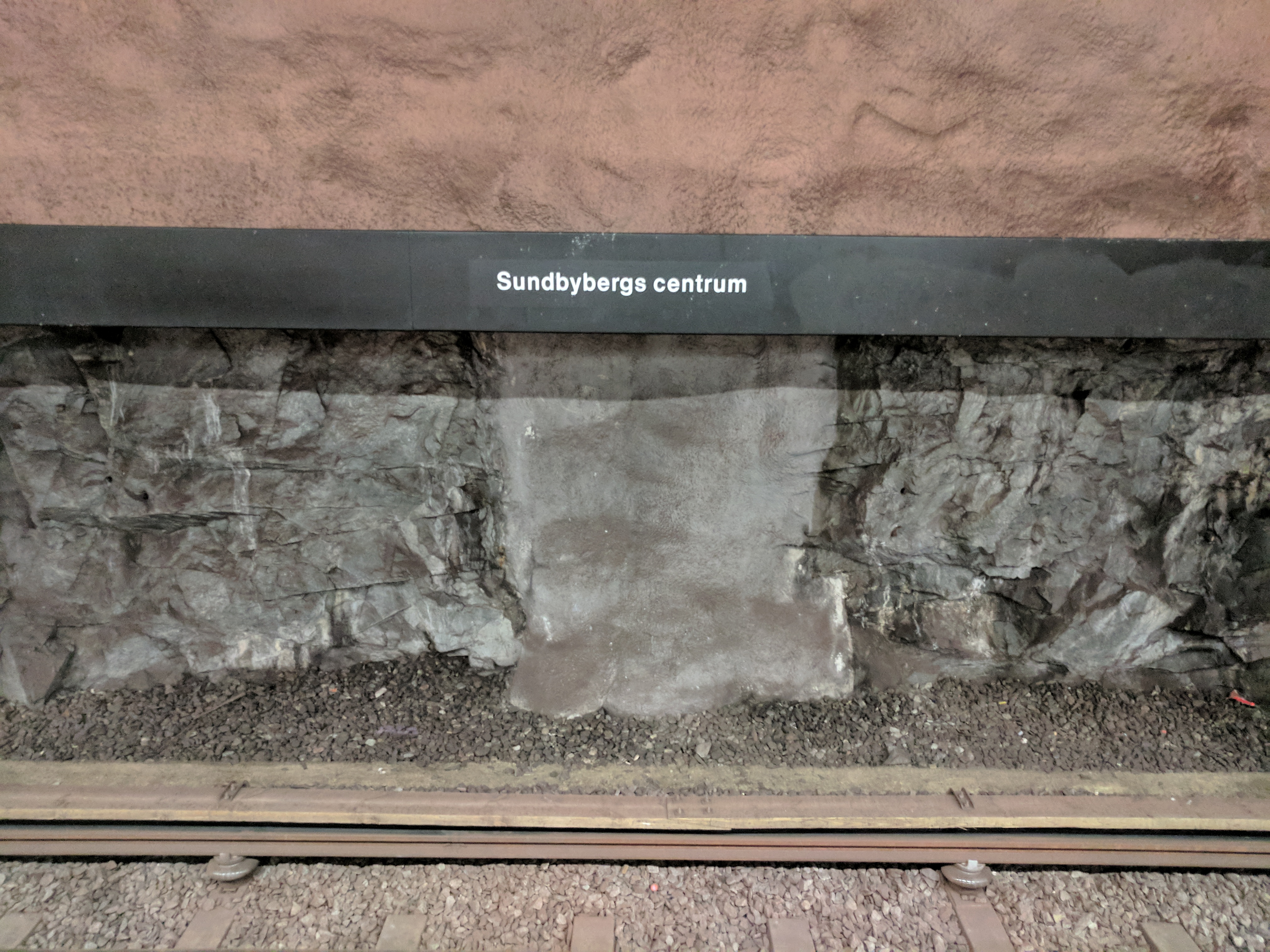
Stationsskylt